# Mil oficios
Mil oficios (estilizada como 1,000 Oficios) es una serie de televisión cómica peruana producida y dirigida por Efraín Aguilar para la cadena Panamericana Televisión. Fue estrenada el 11 de junio de 2001 y su última emisión fue el 2 de julio de 2004.
La serie sigue la historia de Renato Reyes, un gerente de empresa que tras ser despedido de su puesto se comienza a recursear como un mil oficios. Está protagonizada por Adolfo Chuiman, Aurora Aranda, Michael Finseth, Giselle Collao, Mónica Torres, Fernando Farrés, Irma Maury, Lucho Cáceres, Magdyel Ugaz, César Ritter, Vanessa Jerí y antagonizada por Sandra Arana, de los cuales algunos de estos actores hicieron su debut en la producción.
Es una de las teleseries más populares del canal: en su estreno alcanzó los 22 puntos de índice de audiencia con picos de 45 puntos y se transformó en el programa más visto en el horario estelar de las 8:00 p. m.El rodaje durante las tres primeras temporadas se realizó principalmente en el Coliseo Amautay posteriormente se propuso extender su filmación a los Estados Unidos.Hacia la mitad del 2003, una serie de factores que incluyen los problemas administrativos del canal, la salida de varios actores protagónicos y del productor general ocasionan el declive de la serie, quedando algunas tramas inconclusas y dando un giro total en la cuarta temporada, la cual llega a un nivel muy bajo de audiencia: (apenas tres puntos) lo que generó el fin de la serie.
Las dos primeras temporadas han sido retransmitidas numerosas veces en su canal de origen; la última vez se dio entre el año 2020 hasta el 2022, emitiéndose los sábados a las 2:00 p. m. o 3:00 p. m.

## Sinopsis
Renato Reyes, un hombre viudo y exitoso gerente de una empresa, es despedido y tiene que mantener a sus dos hijos y a su anciano padre viéndose obligado a trabajar como mil oficios.

## Argumento

### Temporada 1 (2001-2002)
La serie se ambienta mayormente en el barrio ficticio de San Efraín en el distrito de Magdalena del Mar (Lima). Renato Reyes (Adolfo Chuiman), un hombre viudo y un exitoso gerente de una empresa, es despedido intempestivamente en el día de su aniversario de trabajo número 15. En vista de que tiene que mantener a sus dos hijos y a su anciano padre, comienza a trabajar a destajo sin que su familia se enteré de que no tiene un trabajo fijo. Es así como él mismo se pone el apodo de "el rey del recurseo" y siempre diciendo la frase "para el rey del recurseo no hay trabajo feo" se propone a buscar cualquier tipo de trabajo y así termina como cocinero, taxista, tipeador de documentos, ambulante, repartidor de comida, mensajero, y todo lo que logra encontrar. Su exjefe de área, Julio Salazar (Willy Gutiérrez), a los pocos días también es despedido, por lo que cada cierto tiempo coinciden en algunos trabajos.
En la serie también se muestra a: Memo Reyes (Michael Finseth), hijo mayor de Renato, quien siempre está metiéndose en líos y tonterías por su inmadurez, torpeza, e idiotez, y a Lucía (Giselle Collao), la hija menor y responsable de Renato, aunque también algo creída y soberbia. También se suma a su familia su hermana, Norma (Mónica Torres), una mujer acomplejada por su gordura, que trabaja en una peluquería con Armando (Mario León), un homosexual muy alegre y divertido, aunque también muy chismoso. También está el padre de Renato, Don Simeón Reyes (Fernando Farrés) un anciano charlatán y con problemas de memoria y de sordera, que se odia a muerte con su vecina Doña Olga (Irma Maury), también los Reyes tienen una mascota muy divertida, la cual le es entregada a Renato después de que lo despiden de un trabajo como cuidador de mascotas, y le ponen de nombre Pepito, un loro que habla y molesta a todos en la casa desde su jaula en la sala. Los gastos se hacen cada vez más fuertes por las medicinas de Don Simeón, la comida de Norma y la postulación a la universidad de Lucía, entre otros. 
Se suma a la serie Eduardo Chávez (César Ritter) como un joven medio loco o trasto, apodado "Lalo" o "Lalocura", quien es el mejor amigo de Memo y que se encuentra muy enamorado de Lucía, aunque ella no le presta mayor atención e incluso lo desprecia. Lalo tiene un carácter muy dócil y tímido, es un extraordinario poeta y dibujante, y la gente lo considera como un idiota por su forma de vestir, actuar y su manera de expresarse, es extremadamente torpe y tímido con las mujeres y algo que caracteriza a este personaje es que puede hablar con Dios cuando está en su cuarto, llamándolo con un silbido característico y entablando una conversación con él de varios minutos y en ocasiones Lalo se molesta con él cuando Dios no le responde como él piensa o quiere. En ningún episodio logra escucharse la voz de Dios, lo cual hace gracioso ver como Lalo habla solo, lo que hace pensar que en verdad está algo mal de la cabeza, a sus calculados 19 o 20 años. Además, cuando se pone nervioso, le suele dar el "mal del pollo", de manera que tiembla, gime y puede hasta desmayarse. Su madre, a quien nunca se le ve el rostro, es muy estricta con los castigos y lo golpea con una vara de madera o le jala de las orejas como si de un niño se tratara, así como su padre. Lalo, en ocasiones, se las ingenia para cumplir sus cometidos, especialmente tratándose de amor. 
También está Carmen Palacios (Aurora Aranda) quien tiene un papel no muy cómico pero de mucha importancia, ya que se da a entender que está enamorada de Renato y él de ella. Doña Olga se opone rotundamente a esa relación pues considera a Renato un perdedor por estar desempleado, también Lucía se opone a la relación por respeto a su fallecida madre María Eugenia "Cucha" (Lourdes Mindreau). Carmen está separada y tiene una hija llamada Mariana Roca Palacios (Magdyel Ugaz), quien está perdidamente enamorada de Memo quien no se da cuenta a pesar de lo evidente que es Mariana. El tío de Mariana y hermano de Carmen, Enrique Palacios "Kike" (Lucho Cáceres), es el mecánico del barrio y el mejor amigo de Renato. Al principio de la serie, Norma se siente atraída por Kike. Tanto Carmen como Kike, son hijos de Doña Olga, quien es dueña de una bodega. Un día, tras seis años, se aparece el esposo separado de Carmen y padre de Mariana, Mario Roca (Luis Trivelli), y con él llega Iván (Renato Sebastiani), un niño que se queda a vivir en la casa luego de que Mario comente que su madre lo abandonó. La familia se encariña con él, pero a los pocos días, Mario otra vez abandona la casa e Iván también se fuga creyendo que no lo quieren. Renato, mientras trabaja como mensajero, lo encuentra y la familia decide adoptarlo como su hijo.
Al barrio también se mudan dos chicas conocidas como "Las Terremoto", debido a su actitud movida y alocada, su forma de vestir y andar, y por su largo historial de novios. Ellas son Gianinna Olazo (Sandra Arana) y su hermana menor, Carola (Vanessa Jerí). Ambas son presumidas, aunque un poco "brutas", sobre todo Carola, mientras que Gianinna es más astuta. Norma rivaliza con ellas desde el principio, sobre todo al enterarse de que también quieren a Kike, por lo que Armando, para ayudar a su amiga, les dice que él es homosexual. Así, ambas llevan a Kike a una discoteca de ambiente, y esto es aprovechado por Armando para chantajearlo y pedirle que salga con Norma, por lo que finalmente él accede. Él la comienza a tratar como su enamorada para sacarle celos a su exnovia, Doris Beltrán (Laly Goyzueta), una mujer muy manipuladora sobre sus acciones y obsesionada con Kike, razón por la que es llamada "La Innombrable". Sin embargo, cambia de opinión al ver que Doris está tan loca como para hacerle daño a Norma o a su familia.
Memo, en los primeros episodios, luego de emborracharse en una fiesta, termina besándose con la hija de Salazar, Alejandra (Sonia Cerna), aunque en realidad a él no le gusta ella, pues la considera "fea", mientras Alejandra sí está muy interesada en Memo y debido a lo de la fiesta, lo considera su enamorado. Renato no se entera de que ella es hija de su exjefe hasta que son invitados a un almuerzo con su familia. Sin embargo, al día siguiente él corta con Alejandra y le confiesa que realmente no le interesa estar con ella. Lucía, por su parte, conoce saliendo de su academia a Paolo (Aldo Gutiérrez), de quien se enamora y poco después se hacen pareja. Él, sin embargo, no está realmente interesado en ella y le es infiel con otra chica, Cecilia. Mariana a la vez, por insistencia de Lucía, sale con un amigo de Paolo, Polo. Luego de que a Lalo le confundan un accidente en el malecón con un intento de suicidio, Memo sospecha de que una mujer lo tiene templado, pero Lalo le miente a Memo diciendo que le gusta Mariana. Sin embargo, en una cena Lucía les dice a todos la verdad. Memo, de casualidad, conoce a Cecilia y la coquetea. Al enterarse de ello, Paolo lleva a Memo a un restaurante donde vuelve a encontrarse con ella, pero Paolo no aparece, esto con el fin de pelearse con Cecilia.
Renato es despedido de su trabajo de mensajero por defender a un empleado, por lo que empieza a aliarse con Salazar. Cecilia va a casa de Memo para recuperar su celular que había olvidado en el restaurante, y allá Memo la besa, pero ahí queda su conexión. Por su parte, Kike sale con Norma, pero, para alejarla y a la vez protegerla de Doris, se comporta como un patán y la lleva a un bar descuidado y con gente maleducada. Allá se entera de que Armando obligó a Kike a salir con ella y Norma le confiesa la verdad sobre lo que le dijeron a "Las Terremoto"; finalmente Norma no vuelve a salir con Kike y se deprime, a la vez que se pelea con Armando. Lalo intenta demostrar a Lucía que Paolo no es un buen chico, por lo que va a su departamento y graba cómo llega Cecilia a su casa diciendo ser su novia. Más tarde, Lalo se alía con Mariana para mostrarle el video a Lucía y Memo. Paolo va a visitar a Lucía y Cecilia también va engañada por Mariana, y ahí todos se enteran de la verdad, por lo que Paolo se larga ante las amenazas de la familia. Polo aparece poco después y Mariana también le termina. Esa misma noche, Kike va donde Doris y ella lo acorrala en su cama, dejándolo atrapado, pero él logra escapar al día siguiente.
Norma sale con Carmen de fiesta y en el lugar se encuentra a Mauricio Rivera (Christian Thorsen), su "novio" durante su juventud, y ambos conectan nuevamente, días después ella perdona a Armando. Kike es chantajeado por Doris ya que ella sabe del secreto de Renato (pues se encontraron en la calle), por lo que retoman su relación. Sin embargo, en medio de una discusión Memo escucha que ella habla del desempleo de su papá. Tras una discusión con Kike, Doña Olga va a un tragamonedas y se encuentra con su exesposo, Santiago Palacios (Estenio Vargas), quien veinte años antes había abandonado a la familia por una mujer joven, lo que la afecta al punto que acaba en el hospital. Renato comienza a salir con Silvia Torres (Lourdes Mindreau), una mujer que conoce mientras trabaja como cantante en un bar y que resulta ser muy parecida a Cucha, pero que no es aprobada en su familia, sobre todo por Lucía. Memo va con Lalo a donde "Las Terremoto" y por medio de su talento y conocimientos culturales, Lalo las impresiona, al punto de que ambas se pelean por estar con él. Al final, Gianinna cede y Carola se hace enamorada de Lalo, manteniendo una relación algo tóxica pero estable. Mientras, Renato y Salazar empiezan a laborar juntos en una empresa de transporte turístico.
A pesar de que sus hijos ceden, Doña Olga se rehúsa completamente a perdonar a Santiago, por lo que Don Simeón lo invita a quedarse en su casa. Lucía se encuentra con Silvia y le dice que su padre solo está con ella por su parecido a Cucha, además de acusarla de interesada, a lo que Silvia responde revelando que Renato está desempleado. Un día, Gianinna recibe una carta de amor secreta, y esta carta resulta ser del Dr. Jaime Matallana (Rodolfo Carrión "Felpudini"), un médico que opera una farmacia en el barrio junto con su asistenta Marita (Paola Reátegui), pero días después ella cree que su admirador es Renato. Él sale a una cita con Silvia y ella se desilusiona pues por tercera vez la confunde con Cucha, por lo que cortan su relación. Renato deja el trabajo de guía turístico, luego de que Salazar termine quedándose él solo con el negocio, peleándose con él. Días después, todos son invitados al cumpleaños de Doña Olga, donde Mauricio le insinúa a Norma que la ama. Allá, Don Simeón defiende a Santiago de los maltratos de Doña Olga diciéndole que se está muriendo, tal como él se lo había dicho. Sin embargo, esto resulta ser mentira para vivir en casa de Los Reyes, por lo que al día siguiente abandona la casa. Lalo, por su parte, se mete a clases de karate luego de un altercado con un sujeto que lo humilla y golpea frente a Carola mientras ambos paseaban en su destartalado Volkswagen Escarabajo, a la vez que se cuestiona si actúa muy "pisado" frente a ella.
Memo decide invitar a salir a Mariana, pero junto con Lalo y Carola. Ellos van a un bar donde Lalo se encuentra al sujeto que se burló de él, y esté lo reta a una carrera; al mismo tiempo Memo se encuentra con Alejandra. Mientras, Norma y Mauricio formalizan su relación a la vez que Gianinna se entera de que su amante no es Renato. Al día siguiente, Lucía va a dar su examen de admisión a la universidad, pero ella no responde las preguntas adrede conociendo la situación de su papá. Lalo, sin ninguna posibilidad de ganar, va a la carrera con su auto, y aunque a último minuto Renato le presta su Chevrolet Corsa para que compita, no corren y se pelean a golpes, ganando Lalo al final. Luego de una advertencia de Kike, Doris regresa aparentemente reformada para volver a conquistarlo. Renato se apena al enterarse a escondidas del motivo por el que Lucía no ingresó a la universidad y sale a caminar por el malecón, cuando se encuentra con Salazar a punto de suicidarse tras haber quedado otra vez desempleado. Renato lo convence de seguir adelante, cuando aparece la prensa y, por su acto, lo invitan a aparecer en Buenos Días, Perú. En el programa, cuenta que está sin trabajo y le manda un mensaje de disculpa a su familia. Ellos deciden apoyarlo, por lo que Memo y Lucía comienzan a buscar trabajo. Lalo, por su parte, cuando vuelve a su academia de karate, se da con la sorpresa de que el sujeto de la carrera se iba a inscribir, lo que desata una pelea y ambos son expulsados, por lo que acaban haciendo las paces.
Tras su salida en televisión, Renato es llamado por la empresa que lo despide para volver a su puesto, pero no acepta por las perjudiciales condiciones laborales. Mariana comienza a salir con Andrés Parodi (Giancarlo Chichizola), un joven profesor de música que conoce un día al llevar a Iván al colegio. Memo consigue un trabajo en una cebichería como atractor de clientes con una botarga de pescado (cojinova), pero deja el trabajo al poco tiempo tras un incidente. Gianinna descubre que su admirador secreto es el Dr. Matallana, para gran decepción suya, y a la vez todo el barrio se entera por el noticiero de un intento de Carola y Lalo por tener relaciones sexuales en su auto frente a la Costa Verde, arruinando la reputación de ambos. Renato y Salazar consiguen un trabajo en una fábrica textil, sin embargo, Salazar provoca un incendio al dejar un cigarrillo encendido y dejan el empleo. Don Simeón consigue un trabajo como cantante en una peña a dúo con Santiago, mientras Carmen decide organizar una pollada para ayudar a Renato y sus vecinos. El mismo día del evento, llega desde Trujillo, Eva (Olga Zumarán), la madre de "Las Terremoto", quien se muda donde sus hijas. Ese día, también Norma quiere presentarle a Lucía al primo de Mauricio, Juan Carlos (William Bell Taylor), pero Lucía se rehúsa pues tiene en mente a un chico que conoció en la calle, y él en su lugar conoce a Gianinna. No es sino hasta el día siguiente, que Lucía se da cuenta, mediante un video de la pollada, que el chico con el que se había encontrado es Juan Carlos. 
Apenas llega a San Efraín, Eva se enamora de Renato y no le cae ni a las mujeres Reyes ni a Los Palacios, aunque Renato sí la quiere. Esto también le genera celos a Carmen, quien finalmente le admite a su madre y a su hija que le gusta él. Por su parte, Kike y sus vecinos se enfrentan en un partido de fútbol contra Mauricio y su equipo, el cual ganan Kike y el barrio por penales. Juan Carlos se hace pareja de Gianinna, sin embargo, sigue pensando en Lucía y ella en él. Renato consigue un trabajo en una planta de tuberías de gasfitería, que no dura mucho. Doris y Kike reinician su relación, sin embargo, Iván le muestra a Norma unas fotos que Doña Olga secretamente había sacado de Doris con Mauricio, quienes habían sido pareja en el pasado, para mostrárselas a Kike, pero ella había desistido al ver que Doris había cambiado. Mauricio va con su exnovia para que le ayude a aclarar el malentendido a Norma, pero esto solo empeora cuando Kike los encuentra juntos y cuando Norma llama a su celular y Doris contesta. Armando y Don Simeón deciden vengarse de Mauricio por lo de Norma, pero temiendo que puedan matarlo, ella acude con Kike a su encuentro, cuando esté último es secuestrado por un plan de Doris para recuperarlo, lo cual funciona pues Kike acepta ser su novio al ver su nueva actitud, mientras Mauricio va con un megáfono a declarar su amor a Norma, explicando lo sucedido, y ella perdona a Mauricio, a la vez que este se amista con Kike. Mientras, Renato es invitado esa noche a una cena tanto por Carmen como por Eva, y él se las arregla para ir a ambas citas, siendo finalmente descubierto.
Lalo y Memo deciden salir a buscar trabajo por medio de currículums falsos, siendo rechazados en todos los lugares, por lo que Memo termina regresando a su trabajo en la cebichería. Durante una temporada Lucía trabaja en la farmacia como informante de productos y Alejandra consigue un trabajo similar al de Memo en la cebichería donde él trabaja. Carmen desiste finalmente de intentar llegar a Renato. Lalo se gana una pelea con Carola debido a que ella piensa en casarse mientras él no está listo. Él y Memo se unen para que él la reconquiste en el concierto de "Chocolate 2000" y lo consiguen, sin embargo, cuando ellos mencionan que todo es planeado, Carola vuelve a enfadarse. Lalo abre su puesto de retratos en la calle y Carola hace una denuncia por invadir la vía pública, por lo que él es arrestado. En la carceleta de la comisaría, conoce a Cirilo (Pedro Sánchez), un exladrón que queda impresionado por su habilidad para el dibujo, y se hacen amigos. Doña Olga acepta a regañadientes la relación entre su hijo y Doris, y Kike quiere pedirle matrimonio a su novia, lo que Marita teme, debido a que está enamorada de Kike. Memo ayuda a Andrés a llevarle un regalo a Mariana, pero le juega una broma pesada y le da una camiseta de Alianza Lima, siendo Mariana de la U. 
La familia sale a la peña donde trabaja Don Simeón (sin Santiago, por motivos personales, siendo reemplazado por Armando) y son acompañados por Los Palacios. Allí Carmen conoce al médico cirujano Rafael del Prado (Carlos Cano), con quien entabla una buena relación. Andrés y Mariana salen a un bar, pero él se siente mal por la broma de Memo y comienza a beber de más, de manera que conduce ebrio y provoca un accidente, dejando a Mariana herida. Afortunadamente, el Dr. del Prado, quien trabaja en la clínica donde Mariana es hospitalizada, la opera exitosamente, a la vez de que él y Carmen se conocen más y Doña Olga insiste en que Carmen lo acepté como su novio. Juan Carlos es oficializado por Gianinna como su novio luego de tener relaciones sexuales, para molestia suya pues aún quiere a Lucía, quien se entristece al escuchar la noticia de la pareja. Carola y Lalo vuelven a pelearse y él otra vez acaba en la cárcel, pero ella se arrepiente y llama a la mamá de Lalo para liberarlo. Él sale pero termina duramente castigado sin poder salir de casa, además de que su madre le da a entender a Carola por teléfono que Lalo no quiere verla de nuevo. Ella decide "perdonar" a Lalo si llega a tiempo a su casa hasta las 7:30, pero cuando consigue liberarse de su castigo, llega tarde y ella le termina. Tiempo después, Cirilo es liberado y ocasionalmente le hace favores a Lalo y Memo, como cuando ayuda a recuperar los neumáticos robados del auto de Renato o para recuperar un camafeo empeñado por "Las Terremoto" a Doña Olga que terminó recibiendo Doris accidentalmente. 
A pesar de que Norma y Mauricio siguen en su relación, Memo llega a saber que él estuvo una noche con Doris mientras estaban peleados. Él aprovecha el dato para que Mauricio lo ayude a llegar a su sobrina María Fernanda "Mafer" (Cecilia Rospigliosi), una joven de familia adinerada, de la cual su madre contrata a Renato durante un tiempo como chofer privado. Cuando Mafer conoce a Memo, lo invita a una fiesta con su amiga Pía Montero (Sandra Vergara), pero él se emborracha y la hace pasar vergüenza, por lo que no quiere volver a verlo. Esa misma noche, Lucía, Alejandra y Marita van a un bar, despechadas por su situación amorosa. Lalo, quien se encontraba también allí, las defiende de unos hombres acosadores, y aunque es ayudado por Kike que llega después, Lucía reconoce su acto y le agradece. Por su parte, Memo se dispone a reconquistar a Mafer, lo que hace que se distancie más de Alejandra, al punto de que finalmente cortan comunicación, a la vez, Memo pierde su trabajo por nepotismo. Él y Lalo: consiguen un trabajo como vendedores de cursos de inglés, pero renuncian tras recibir una comisión de apenas 5 soles. Eva comienza a tener peleas con Renato, debido a que él defiende a su familia antes que a ella. En eso, él es pedido a viajar a Los Ángeles (Estados Unidos) para las compras navideñas de la familia de Mafer, y va con Kike de invitado. Poco después, Mauricio le revela la infidelidad con Doris a Norma y ella termina con él. Al mismo tiempo, Lucía se harta de las ilusiones de Juan Carlos y termina toda conexión con él, pero al mismo tiempo comienza a encariñarse con Lalo, aunque ella en el fondo no está totalmente interesada en él; sin embargo, en Navidad ambos inician una relación amorosa, mientras Mafer decide darle otra oportunidad a Memo y le regala un celular. 
Carmen, a la vez, no acepta aún a Rafael porque no se siente lista, en contra de los deseos de su madre, y decide irse de vacaciones. Para conseguir dinero, Memo y Lalo se inscriben al concurso "Canta y Gana" del programa R con Erre, y Carola también participa por sugerencia de Armando, ganando ella inesperadamente los 200 dólares del premio. Juan Carlos finalmente termina con Gianinna porque no la ama y Renato corta con Eva porque no tiene interés en casarse con ella a pesar de tenerle cariño, por lo que Eva se regresa a Trujillo y sus hijas se ven obligadas a trabajar como degustadoras de cerveza  "Cristal" para varios locales. Norma confronta a Doris por la traición a Kike con Mauricio, pero para no hacerle daño a su amigo, decide callarse y le hace prometer a Memo lo mismo, aunque de todas formas Kike decide cortar con Doris tras una pelea por una antigua relación con Marietta, la actual prometida del Dr. Matallana. Mariana, celosa de Mafer, se le declara a Memo y lo besa, pero esto lo confunde y provoca que se aleje de ella. Mientras, Lucía cada vez se aburre más de Lalo y se muestra reacia a besarlo o a recibir gestos cariñosos de él, a la vez que él pasa por un ataque de celos gracias a un plan fallido de Carola y Gianinna para separarlos, el cual consistía en enviarle regalos falsos de Juan Carlos. Debido a que Doña Olga teme que Carmen se vuelva a fijar en Renato, ella invita a su ahijada Angelita Pasco (Pilar Secada) a mudarse a su casa para que enamore a Renato a la fuerza, lo cual es muy difícil pues todos la rechazan por su apariencia física y su actitud. Por su parte, pese a sus torpezas, Mafer y Memo entablan una relación amorosa. Sin embargo, Renato renuncia a su trabajo de chofer de la familia debido a unos comentarios despectivos que dio la madre de Mafer hacia los pobres, y en su lugar lo reemplaza Salazar.
A raíz del plan de "Las Terremoto", Juan Carlos vuelve a tener contacto con Lucía y ella no puede evitar sentirse atraída por él. Luego de una cita tediosa, Lucía admite que no estuvo segura al aceptar a Lalo y terminan su relación, lo que lo deja muy afectado. Apenas al día siguiente, Lucía se encuentra con Juan Carlos y se hacen enamorados. Lalo por despecho regresa con Carola y dentro de todo disfruta de su relación. Por su parte, Angelita se quita el incestuoso enamoramiento hacia su primo Kike y, por insistencia de Doña Olga, intenta atraer a Renato, quien se mantiene esquivo. Memo organiza en su casa una fiesta sorpresa de cumpleaños para Mafer y le pide ayuda a Pía, pero ya que a ella no le agrada Memo, se queda callada y la invita a otra fiesta en una discoteca. Al ver a Memo triste porque Mafer no llegaba, Mariana la llama por teléfono y le cuenta lo que Memo organizó, por lo que abandona a Pía y va a su encuentro con Memo, así ambos pasan la noche juntos. Al mismo tiempo, Kike regresa con Doris luego de que ella se colara en la despedida de soltero del Dr. Matallana organizada en el taller del mecánico. Al día siguiente, él se casa con Marietta y en la boda, por culpa de Norma, Gianinna y Lalo se enteran de que Lucía está con Juan Carlos, lo que deprime a Gianinna. Para compensarlo, Norma y Armando la invitan a un paseo en limusina, mientras que Carola le cuenta a Lalo sus planes de tener un hijo, pero este se opone. Renato es invitado a una degustación de postres preparados por Angelita, que está más convencida de conquistarlo. Más adelante, durante un trabajo colectivo de bronceadores en la playa con Renato, Memo y Lalo, Don Simeón se reencuentra con una antigua amiga, Ofelia (Anabella Flores), con la que entabla una relación, hecho que no le gusta para nada a Norma. También Lucía consigue un trabajo como cajera en una oficina del "Banco Continental" que abre en el barrio. Días después, Carmen regresa a su casa y decide quedarse con tal de que no le insistan con el matrimonio, por lo que el plan de juntar a Angelita con Renato sigue en pie. 
Memo es invitado por la madre de Mafer a un almuerzo en su casa, sin embargo, el plan es una trampa al haber invitado a Pía, con quien Mafer seguía peleada por lo de su cumpleaños; y a su hermano Rodrigo (László Kovács), quien resulta ser el ex de Mafer. Ella le dice a Memo que estuvo cuatro años con él y que terminaron mutuamente cuando Rodrigo fue a estudiar a Boston, lo que lo pone muy celoso. Mafer invita a Memo a un almuerzo en "Pizza Hut" para arreglar el asunto, sin embargo, ella invita a Rodrigo y su actual novia María Gracia (Pamela Ocampo), la cual pese a lo anterior parece interesada en Memo y le da su número, atrayendo su atención. Días después, ellos salen con Lalo, Mariana y "Las Terremoto" a jugar bolos, y para sorpresa de los demás Rodrigo resulta ser excompañero de las hermanas de un campamento en la playa de Colán, a la par de que él y Mariana se atraen un poco. Mientras, Doris se muda a la casa de Kike y esto los pone más tensos, pues Doris quiere más tiempo para ella y en la familia no es aceptada. Renato, por su parte, es forzado a tener una cita con Angelita, que se somete a un cambio de look, sin embargo, para su sorpresa, ella le revela que tampoco cree que sean compatibles, regresando Angelita al día siguiente a su pueblo. Para mala suerte de Norma, los vecinos de la casa del frente se van del barrio y en su lugar Mauricio se muda al barrio con el fin de reconciliarse con Norma. Ella intenta mantenerse firme en su decisión de no perdonarlo, pero no puede evitar sentir atracción y celos, sobre todo después de que Gianinna aproveché la soltería de Mauricio para enamorarlo, por lo que aprovecha para increparla y a la vez se hace de rogar con Mauricio para llegar a él. Memo, por su parte, luego de un frustrado plan con Mafer, finalmente llama a María Gracia y sale con ella a un bar. Sin embargo, Mafer y Pía acuden al mismo lugar y, al verlos juntos, Mafer increpa a Memo y corta su relación. Para desahogarse, todo el barrio va a un campamento de playa, donde Carmen y Rafael formalizan su relación.

### Temporada 2 (2002)
De vuelta en San Efraín, Renato trabaja por poco tiempo como cuidador de animales en el Parque de las Leyendas mientras se pone algo celoso de Carmen y su pareja, a la vez que le preocupa las constantes salidas de Lucía y Juan Carlos. Por su parte, Gianinna y Carola inician su trabajo como animadoras de fiestas infantiles junto con Lalo y Memo. Esté último, aún buscando recuperar a Mafer, intenta convencerla de que el culpable de todo es Rodrigo, pues él acordó que María Gracia, quien no era realmente su novia, le coquetee a Memo y le diga a Pía para ir con Mafer al mismo bar esa noche con el fin de que ambos acaben su relación. En eso, Gianinna contacta a Rodrigo y él va a su casa, pero esto es aprovechado por Doña Olga y Carmen para juntarlo con Mariana, así Rodrigo accede a ser su profesor particular de matemática y comienzan a salir e interesarse mutuamente. Mientras, llega al barrio Fidel Suárez (Ricardo Fernández), un señor mayor interesado en Doña Olga, pero ella no desea un pretendiente y busca alejarlo. Por su parte, Norma comienza a recibir flores y mensajes cariñosos, pero no son de Mauricio, por lo que ella y Armando sospechan de un admirador secreto. Doris a la vez le presenta a Kike a su hermana, quien resulta ser nadie menos que María Gracia. Lalo, al darse cuenta de que ella y Rodrigo están en el barrio, rápidamente se comunica con Memo, quien había ido a buscar a Mafer con ayuda de su papá y de Salazar, sin embargo, al llegar al barrio María Gracia se había ido y Rodrigo había salido con Mariana, por lo que Mafer no le cree. Más tarde, en medio del cumpleaños de Iván, se aparece Mario nuevamente, lo que trae mucha molestia en la familia, y pasa un tiempo en casa de Los Reyes por un favor de Renato a Carmen, quien se va un tiempo de viaje. Antes de irse, Renato le confiesa que la quiere, lo que hace a Carmen dudar de sus sentimientos hacia el Dr. Rafael. Gracias a Don Simeón, Mario se va de la casa tras unos días y vuelve donde Los Palacios.
Con ayuda de Kike, Lalo y Doris, Memo se infiltra en un restaurante donde María Gracia le cuenta a Doris como engañó a Memo siguiendo el plan de Rodrigo, y esto es grabado en video. De vuelta en el barrio, todos presionan a Rodrigo, quien iba a salir con Mariana, a que se largue del lugar porque ya conocen su plan, por lo que él se va. Luego de ello, Doris también decide irse de la casa de Los Palacios. Al poco tiempo, Pía va donde Memo y para evitar perder su amistad con Mafer, pues ella también es cómplice del plan, acuerda ayudarlo a mostrarle el video con la condición de que se recorten las partes donde la mencionen. Así, al día siguiente ella va con Mafer a "La Curacao", donde Memo convence a Alejandra, quien trabaja ahí, de poner el video en los televisores del lugar. En contra de su voluntad ya que aún siente cariño por Memo, lo hace y Mafer lo perdona, para gran alegría de Memo. Por su parte, Mauricio se entera de que Juan Carlos engaña a Lucía con otra chica, Lorena. Cuando Lucía va una noche al trabajo de Juan Carlos para llevarle comida, descubre la infidelidad y corta todo vínculo con él. Al día siguiente, Norma va a descubrir a su "admirador secreto", Armando más tarde la alcanza y se da cuenta de que esté es la misma Norma. Mauricio sospecha de la mentira y Norma, desesperada, recurre a Armando para que le encuentre a un saliente. Tras fracasar varias veces, el taxista que lo trae al barrio, Gino Mendoza, acepta salir con Norma a cambio de 100 soles, y la cita resulta un éxito. Por su parte, gracias a Mauricio, Renato consigue un trabajo como fabricante de puros en Tarapoto, por lo que viaja allá con Memo y Lalo. A este último, lo acompañan Carola y Gianinna. También Doris invita a Kike al mismo lugar, sin embargo, él está más preocupado debido a su impotencia sexual. Finalmente, se recupera y disfrutan del viaje, sin embargo, Los Reyes y compañía son al poco tiempo forzados a regresar luego de que Don Simeón, durante un encuentro con Ofelia, caiga enfermo y su familia temiera un infarto, sin embargo, solo resultan ser cólicos. Tiempo después, se separa de ella. Durante ese tiempo Norma y Mauricio retoman su relación finalmente. De igual manera, otra vez se pelean Doris y Kike.
En San Efraín, Don Fidel continúa intentando llegar a Olga mientas ella cede un poco más. El Dr. Rafael se entera por una llamada de la existencia de Mario, pues él contesta y dice ser esposo de Carmen, causando desconfianza. Carmen no interviene mucho en el asunto debido a que todavía considera a Renato. Al mismo tiempo, Memo y Lalo sospechan de haber recibido menos dinero por los shows infantiles que Gianinna, sobre todo después de enterarse de que ella se haría una operación de busto aparentemente a un precio muy barato. Tras la operación, Carola se entera de la mentira de Gianinna al quedarse sin dinero para pagar los servicios en casa, por lo que se pelea con ella. Mauricio le da sorpresas a Norma de gran nivel, incluyendo traer al barrio a Chichi Peralta, sin embargo, al poco tiempo queda desempleado, mientras Norma se preocupa pues Gianinna está más decidida a quitarle a Mauricio. Más adelante, Mariana conoce en una cabina a Diego Salinas (Daniel Neumann), un chico de quien se interesa y que a la vez resulta ser un rival de la infancia de Memo, quien le pone burlas por su baja estatura. Él por su parte se ve presionado pues Alejandra nuevamente lo busca para intentar conquistarlo y además porque Mafer lo tilda de vago. Renato y Salazar anuncian su programa de "Mil oficios" por televisión para captar atención, aunque solo consiguen generar lástima y que los vecinos le den limosna a la familia. Carmen y el Dr. Rafael salen a una cita y él le pide matrimonio, pero ella no acepta y le dice que está enamorada de otro. Norma planea juntar a Gino con Lucía, a pesar de que ella no quiere conocer a otro chico; sin embargo, el plan de juntarlos y dejarlos a solas en un "KFC" termina mal pues él no la encuentra y, en su lugar, conoce a Doris, quien se encontraba en el restaurante, y ambos hacen buena química. Kike, quien había decidido perdonarla, va a su casa y se encuentra con que ella está saliendo con Gino, haciéndolo creer que ella le puso los cuernos y deprimiéndolo. No pasa mucho tiempo hasta que ella se desanime de Gino y quiera volver con Kike.
Los padres de Lalo y el papá de Memo amenazan con hacerlos pagar su estadía en casa si no consiguen trabajo, por lo que desesperadamente buscan empleo hasta que consiguen uno de estríperes, el cual aceptan por no tener más opciones. El negocio de animación de "Las Terremoto" se arruina luego de que Memo y Armando difundan por el barrio su actuación en un show para adultos (engañadas por el cliente que las contrató) y, por ende, su reputación empeora. Ambas se reconcilian y deciden alquilar un cuarto de su casa, y su inquilina resulta ser Alejandra, quien se había escapado de su casa. Sin embargo, ellas se aprovechan de su bondad para tratarla como sirvienta. Para ayudarlas en su situación económica, Carmen propone organizar un desfile de modas en el barrio, en la que participan gran parte de los vecinos. Mauricio intenta reanimar a Kike llevándolo a conocer mujeres, sin éxito. Diego y Mariana formalizan su relación mientras Carmen recibe la visita de Rebeca "La Chola" Miranda (Mercy Bustos), una antigua amiga de colegio, que Renato conoce pues días atrás, tras unos servicios de taxi, gasfitería y electricidad, se insinuó ante él y para escapar tuvo que tocarla de más. Cuando Carmen se entera de ello, rechaza a Renato. Kike, para superar su bajón, sale a buscar a quien fue su mentor, Manolo Núñez (Gustavo Bueno), y con su ayuda recupera un poco la confianza. Alejandra abandona la casa de "Las Terremoto" pero, en venganza por sus maltratos, ocasiona que se peleen al convencer a Gianinna de ir sola a un casting para un comercial de jeans en televisión, y además, ya que ellas le contaron sus secretos y mostraron sus fotos de niñez, ella los difunde en una página web, arruinando aún más su reputación. 
Durante una carrera como taxista, Mauricio conoce a Tatiana Núñez (Malú Costa), una mujer que se enamora de él. Sin embargo, ya que Mauricio está con Norma, él intenta que ella llegué a Kike, por lo que le sugiere ir como inquilina donde "Las Terremoto". Manolo va de visita y Kike se entera de que Tatiana es su hija, además de que ella no lo quiere. Ese mismo día, la familia de Memo y Lalo van a visitarlos a su trabajo, ya que ellos les habían mentido diciendo que trabajaban de meseros y alcanzaron el puesto gracias a Diego, quien trabaja en un restaurante mexicano. Sin embargo, se equivocan con algunos pedidos, Memo se enfrenta a uno de los mozos al que le gustaba Mafer y arruinan por completo la coreografía. Don Fidel se desencanta de Doña Olga luego de que Don Simeón le mostrara un video grabado por Memo, donde ella bailaba con unos estríperes en una discoteca a la que es invitada por Carmen y la Chola Miranda, y posteriormente Memo con un antifaz de "El Zorro", la amenaza con difundir el video si no cambia de actitud, aunque al poco tiempo lo reemplaza su abuelo Don Simeón, quien días después le entrega el video a Kike decepcionándolo de su madre, por lo que se va de la casa y se muda donde Mauricio. Memo y Lalo buscan trabajo en un circo pero desisten, mientras Renato consigue un trabajo como locutor de radio. Norma vuelve a pelearse con Mauricio luego de enterarse de que él acompañó en secreto a Gianinna en su comercial para ganar mil dólares, mientras Mafer descubre que Memo era estríper tras verlo trabajar en la fiesta de su tía, lo que le genera repudio y, por haberle mentido, corta con él. Carola también se entera de que Lalo trabaja de estríper gracias a Armando, quien estuvo en una fiesta donde había sido contratado, por lo que también corta con él. 
Aunque al principio están tristes, Memo y Lalo se recuperan, renuncian a su trabajo y salen de fiesta. Allí conocen a Verónica y Andrea, dos chicas con las que conectan bien, pero dudando de su éxito y creyendo que ellas puedan ser traficantes de órganos, se van corriendo de la fiesta y se proponen a recuperar a sus exnovias. Mientras, Carmen sale a una cita con Manolo, de quien se sentía atraída en su juventud, pero en el lugar se encuentra con Rebeca, quien llama su atención. Secretamente ella había sido llevada por Carmen para evaluarlo, por lo que se desanima de salir con él de nuevo. Norma decide dejar a Mauricio al ver que no puede compararse tras la fama que él recibió por el comercial. Carola, harta de que Gianinna presuma ante ella y la humille, se alía con Norma y le da su DNI con el fin de que revele la verdadera edad de su hermana. Días después, Gianinna celebra su cumpleaños al cual solo invita a gente del entorno del modelaje, pero aparte de Carola y Tatiana, apenas asisten Manolo y Mauricio. Mientras, hay una reunión en casa de Los Palacios por el ingreso a la universidad de Mariana. Richard Parodi (Gabriel Calvo), el mánager de publicidad de Gianinna, acaba por error en esa fiesta y conoce a Lucía. Gianinna y sus pocos invitados van a la fiesta de Mariana y Norma aprovecha para revelar que Gianinna cumple 30 años y no 25 como decía. Al día siguiente, Tatiana va para seducir a Mauricio y acaban juntos, pero a escondidas de Kike. Ese mismo día, se aparece Irma (Estela Redhead), la verdadera madre de Iván, quien había vuelto del extranjero y busca llevarse a su hijo. Mario, al verla, se fuga en secreto de la casa. Cuando Los Palacios regresan a casa de misa, se disgustan de su presencia al creer que ella abandonó a Iván, pero Irma le revela a Carmen que le mandaba a Mario una mensualidad para él y Carmen le contesta que nunca recibió nada, asumiendo que Mario se quedó con el dinero. Por su parte, Renato le consigue trabajo a Memo y Lalo en la fábrica de "Clorox", donde había trabajado anteriormente. 
Por querer ayudar a Carola, ya que Gianinna sospecha de que ella le dio el DNI a Norma, Lalo se inculpa por ese hecho, generando el odio de su excuñada, motivo por el que él y Carola se ven a escondidas retomando su relación, hasta que decide hacerse pasar por un surfista hawaiano llamado "Walo". Kike, con ayuda de Armando, cambia de look para impresionar a Tatiana. Días después se arma de valor para ir a declararse, y va en medio de una pelea entre ella y su padre por coquetear con Gianinna. Ahí, Manolo se entera de que a Kike le interesa su hija, defraudándolo, y a la vez Kike se entera de que ella sale con alguien. Carmen se entera de que Renato es el locutor de la radio que ella escucha, y le juega una broma muy pesada dándole a entender que ella está enamorada de Don Simeón. Mientras, Lucía comienza a verse con Richard y se siente atraída por él. Con ayuda de Cirilo, Memo se hace pasar por un héroe que salva a Mafer y su mamá de un falso asalto, ganándose su confianza nuevamente y retomando su relación. Mauricio le consigue una cita a Kike y aprovecha su salida para traer a Tatiana, sin embargo, Kike regresa por un perfume y los encuentra juntos, por lo que se pelea con Mauricio y vuelve a su casa. Al día siguiente, le pasa el dato a Manolo, pero esté aprueba a Mauricio, aunque a la vez Kike y su maestro se reamistan. Doña Olga se opone a que Irma se lleve a Iván, sin embargo, el plan de traerlo de vuelta a casa termina confundido con un secuestro, y por ello Irma decide irse al extranjero con su hijo.
Tras una riña con su madre, Iván en secreto regresa donde Los Palacios y se rehúsa a volver con Irma. Esa noche, la familia junto con Diego y Don Fidel, que habían ido de visita, son arrestados por intento de secuestro y encerrados en una carceleta. Horas después, son liberados pues se trataba de un malentendido, ya que Irma ordenó el arresto sin saber que su hijo se había escapado. Al día siguiente, Los Palacios reflexionan y le hacen entender a Iván que lo mejor es que esté con su verdadera madre, por lo que Irma regresa y, tras una emotiva despedida, se lleva a Iván. Ese mismo día, Mauricio organiza un almuerzo con Tatiana y Manolo, y para empeorar las cosas, este último invita a Gianinna, haciendo de la reunión un desastre. Lalo es ascendido a supervisor en su trabajo, mientras Gianinna es invitada a un casting como madre en un comercial de avena y Carola es puesta como recepcionista en la peluquería de Armando. Renato, por su parte, conoce a Martina (Leslie Stewart), una joven hippie que días atrás lo llamaba en la radio por motivaciones suicidas, y que parece interesada en él. Tras aparentemente quedarse sin hogar, Renato la invita a quedarse en su casa por una noche, atrayendo la atención del barrio por su apariencia y actitud extravagante.
Diego está celoso de los amigos que Mariana hace en la universidad, por lo que se cuela en su clase, pero es descubierto y ella le termina por su desconfianza. Martina regresa a San Efraín a vender sus artesanías en la calle, cuando se encuentra con Mauricio, quien también fue hippie y su compañero de viajes. Por su parte, Lalo es ordenado a despedir a Memo por su mal desempeño en el trabajo, sin embargo, por lealtad a su amigo él renuncia también y decide lanzar su carrera como pintor. Richard invita a Lucía a un fin de semana en Paracas, pero Renato, temeroso del paseo, acuerda con Kike, sabotear el auto de Richard en secreto. El mecánico, por su lado, se prepara para una competencia de boxeo contra un sujeto que tiempo atrás lo golpeó duramente y recientemente había hecho lo mismo con Manolo. Aunque Kike resulta muy golpeado, gana con ayuda de un sabotaje de la botella de agua de su oponente planeado por Lalo y Memo, y por una motivación de Mauricio. Esté último, a la vez, discute con Tatiana, debido a que desde el día de la pelea, él comienza a verse de nuevo con Norma y también desea amistarse otra vez con Kike.
La influencia de Martina se va notando en el barrio, luego de que varios vecinos, entre ellos Don Simeón, acudan a sus amuletos, remedios naturales y clases de taichí, lo que Doña Olga confunde con rituales satánicos. Diego se propone a recuperar a Mariana mientras que Memo consigue un trabajo como vendedor en un triciclo de "Nescafé" gracias a Richard. Gianinna se ve expuesta a la burla tras el comercial que realizó, pero Lalo decide usar artísticamente todo el lote de avena que ella recibió como pago. Renato lleva a Martina como huésped a su casa, tras ver el deplorable estado del cuarto donde ella vivía, pero Norma le ofrece un cuarto nuevo donde quedarse; mientras, Tatiana se va a vivir con Mauricio. Kike, mediante una carta, se entera de que Doris está a punto de casarse y él decide impedir la boda, sin embargo, está resulta ser falsa y le sirve para darse cuenta de que la ama, por lo que retoman su relación. A Renato le da un resfriado que lo deja afónico, y Don Simeón aprovecha la oportunidad para reemplazarlo en su programa de radio, pero ya que él resulta tener más acogida que su hijo, Renato, tras recuperarse, decide darle el puesto. Carmen comienza a sentir celos de Martina al verlo salir con Renato y Gianinna corta con Manolo luego de que este se burle de la publicidad con la avena, aunque posteriormente es llamada a realizar otro. Debido a sus problemas económicos, Mauricio recurre a un trabajo de Renzo Obregón, un amigo de Armando que conoció tiempo antes, tras acompañarlo a una fiesta de homosexuales como un favor para Norma.
Lalo se resiente con Carola al ver que a ella le gusta más su personalidad como "Walo" que como él mismo, por lo que decide acabar con su alter ego: va con "Las Terremoto" para demostrarles su habilidad para el surf, tal como les prometió, y en el mar finge su muerte. Carola, entristecida, recuerda que "Walo" era Lalo y difunde la noticia en el barrio. Cuando Memo se entera, va a la playa desesperado y se encuentra con su amigo. Ambos hacen un plan para convencer a Gianinna de que acepté a Lalo: él va vestido de blanco y haciéndose pasar por el fantasma de "Walo", la asusta y le ordena que acepte a Lalo, así al día siguiente Carola se junta con él de nuevo. Mauricio inicia su trabajo en la empresa donde Renzo lo ubica, y como a él le gusta Mauricio, esté le miente haciéndose pasar por un homosexual. Durante su programa de radio, Don Simeón es llamado por una mujer de apodo "Topacio", y cuando decide ir a su encuentro, se entera de que ella es Ofelia, con quien se reconcilia. Doña Olga decide exorcizar a Martina y sus huéspedes de su casa y va con Don Fidel, pero la operación fracasa, a la vez que Renato admite que Martina le gusta un poco. 
La misma noche que acuerda ir a una fiesta de hippies, Renato le pide a Memo vigilar a Lucía durante una salida a una discoteca con Richard. Así, él y Mafer van al mismo lugar, y a estos los acompañan Lalo y Carola. Allí Memo y Lalo, se encuentran a las "riñoneras" Verónica y Andrea, quienes los reconocen. Esto genera celos no solo en Carola y Mafer (quienes no les creen a sus novios que sean traficantes), sino también en Lucía, ya que ellas conocen a Richard, por lo que se van y los hombres se quedan solos. Verónica y Andrea los llevan a su departamento y ahí tienen relaciones sexuales con Memo y Lalo, lo que al principio los alegra, pero luego se lamentan por ser infieles a sus parejas. Mientras tanto, ellas la pasan muy mal pues, de regreso a casa en el auto de Mafer, Lucía atropella y mata accidentalmente a un perro. Ella, Carola y Mafer entierran el cadáver y prometen no hablar del asunto. Sin embargo, al día siguiente las tres no pueden evitar estar nerviosas, sobre todo luego de que Richard, Memo y Lalo, para reconciliarse con sus parejas, les regalen en secreto unos peluches de un perrito idéntico al atropellado. Ellos, siguiendo el plan, quedan en encontrarse con sus novias en un cine y, ellas temiendo un chantaje por parte de quienes enviaron los peluches, cada una va con un sistema de protección, por lo que los tres acaban heridos accidentalmente por sus parejas. Al final, deciden darle al dueño de la mascota atropellada (un niño) otro perro, para librarse de la culpa.
Mauricio no la pasa bien en el trabajo, ya que resulta ser acosado por su supervisora Elvira (Ana María Jordán) y no se defiende por miedo a perder el empleo. Mientras Kike y Doris van planeando su matrimonio, ella logra que el mecánico se reconcilie con Mauricio. Durante una visita de Mafer al barrio, Diego conoce a Pía y comienzan a salir, poniendo celosa a Mariana. Mientras, Lalo y Memo nuevamente se encuentran con "las riñoneras" y vuelven a hacerlo, pese a su arrepentimiento. Carola comienza a realizar peinados y cortes de cabello en la peluquería de Armando, obteniendo gran acogida, pero Armando no soporta que sus clientas la prefieran antes que a él y la despide. Don Simeón se propone a recuperar un antiguo reloj empeñado en una caja municipal, por lo que va con Renato. Kike lo acompaña para buscar un anillo barato para Doris y Doña Olga va con él. En eso, el banco es asaltado por dos delincuentes que los toman de rehenes. El barrio se entera del secuestro por televisión y acude a la zona (menos "Las Terremoto" que confunden el suceso con una película). Memo, que pasa por ahí vendiendo café, va con Lalo y Cirilo y propone un plan para rescatar a su familia. Debido a que Doña Olga intenta escapar por el baño y es descubierta, los ladrones amenazan con matar a una persona por cada hora que la policía no ceda a sus peticiones (un auto para huir y platos de chifa). Finalmente, la policía les da una camioneta y dejan libres a los rehenes, menos a Kike, a quien lo secuestran para evitar que los sigan. En el trayecto, se encuentran con Doris, quien les pide ayuda para reparar su auto, pero ella los ataca y rescata a su novio, mientras los ladrones son arrestados. Por este acto, Doña Olga finalmente acepta a Doris como su nuera. Horas después, Memo, Lalo y Cirilo entran al banco bajo tierra solo para encontrarse con el recinto vacío.
Luego de encontrarse todos a salvo en el barrio, Renato va a ver a Martina y ella lo besa, pero no formalizan y ello confunde a Renato. Al día siguiente, Kike va con su familia a casa de Doris para la pedida de mano, sin embargo, su suegro, Amílcar Beltrán (Luis Adams), resulta ser el señor con quien días atrás tuvo un altercado debido a que le choca su auto por accidente saliendo de un centro comercial. Pese a que Kike intenta mostrarse como un buen hombre para Doris, Don Amílcar no lo acepta. Mientras, Mauricio sale con Tatiana en el Daewoo Tico de Kike ya que él le pide prestado su Hyundai Sonata para ir donde Doris, por lo que Tatiana siente vergüenza, sobre todo luego de encontrarse con su exnovio Andy, un corredor profesional. A la mañana siguiente, Mauricio renuncia a su trabajo, y pese a las amenazas de Elvira de censurarlo si busca trabajo en otras empresas, con ayuda de Renzo logra hacerle una denuncia pública en el noticiero, recibiendo el apoyo de todo el barrio, menos de Tatiana, que está más preocupada por lo que dirán sus amigas sobre su novio. Siguiendo un consejo de Renato, Carola decide abrir una peluquería en su casa y está le quita clientes a Armando. Envidioso, él llama a la municipalidad y clausuran su casa por no contar con licencia de funcionamiento, pero ya que las chicas no pueden entrar y por la amenaza de Norma de dejar su trabajo si siguen así, les deja pasar una noche en su salón. El mismo día, Renato sale con Martina a la playa a ver una noche de estrellas, sin avisar a Lucía y Norma, y ahí consolidan su relación.
Para unas clases de la universidad, Mafer le pide a Memo su grabadora que lleva cuando iba a vigilar a Lucía en la discoteca. Sin embargo, ahí ella encuentra la evidencia de la infidelidad de su novio con Verónica, y corta su relación de forma definitiva. Al poco tiempo, Carola también se entera de lo de Lalo con Andrea. Mauricio se cansa de la actitud de Tatiana y termina con ella; tiempo después se reconcilia con Norma y retoman su relación, a la vez que recibe la visita de su padre Pietro Rossi (Enzo Viena). Mauricio no lo acepta debido a que hace mucho que había sido abandonado, por lo que Pietro se va a vivir donde Los Reyes. También Renato corta con Martina luego de que un día sorpresivamente ella aparezca embarazada. Mientras, tres jóvenes pandilleros del barrio vecino, conocidos como Los Federicos, liderados por Toño (Germán Loero), comienzan a molestar en el barrio. Don Amílcar es visto con una mujer joven y esto es aprovechado por Kike para chantajearlo y volver a pedir la mano de Doris. El mecánico celebra su cumpleaños y tiempo después su despedida de soltero, al decidir casarse con Doris a toda costa. El día de la boda, Don Amílcar intenta secuestrar a Kike con los mismos rateros del banco, pero este logra liberarse y cumplir su objetivo de casarse. El mismo día, Tatiana abandona el barrio y se celebra la boda de Mauricio y Norma. En medio de la fiesta por ambos matrimonios, regresa Eva Olazo al barrio.

### Temporada 3 (2003)
Durante la tercera temporada, el elenco principal de la serie cambia debido a la salida de varios actores. Lucía (Giselle Collao) es llevada por el banco donde trabajaba a España; Carola (Vanessa Jerí) y Giannina (Sandra Arana) son llevadas a la cárcel debido a que se les encuentra droga en una maleta, Norma (Mónica Torres) y Mauricio (Christian Thorsen) se casan y se van a vivir al extranjero; y Kike (Lucho Cáceres) abandona a Doris, su esposa; porque no puede dejar de ser el típico "Don Juan" a pesar de que ya está casado con ella. Asimismo, Lalo (César Ritter) se va a Italia por ganar un concurso de dibujo, Memo (Michael Finseth) se va a trabajar independientemente y más adelante se muda a Japón. Doña Olga (Irma Maury) abandona el barrio, pero nunca se explica su salida aunque aparece más adelante en la temporada pero de forma breve.
La mayoría de estos actores se van a una teleserie producida por Frecuencia Latina llamada Habla barrio, cuya temática se asemeja a Mil Oficios. Sin embargo, ésta tiene muy baja acogida y es cancelada tras pocos meses de emisión.
Los personajes que ingresan a la trama son:
- Milagros Febres (Mariel Ocampo), una chica modelo que alquila uno de los cuartos de Eva.
- Daniela Esparza (Natalia Guerrero), la ahijada de Eva quien se va a vivir con ella.
- Cecilia Reyes (Titi Plaza), la sobrina de Renato quien viene del norte a vivir con él. Se enamora de Richard Parodi (Gabriel Calvo).
- Doris Beltrán (Laly Goyzueta), este personaje ya existe desde la primera temporada pero se vuelve más recurrente en esta nueva temporada, al mudarse con Carmen, ya que su padre millonario la deshereda por casarse con Kike. Trabaja en la peluquería de Armando.
- Juan Fernando Cisneros [J.F.C] (Paco Varela), es un empresario millonario que inicia una relación con Doris. Tiene un hermano gemelo homosexual llamado: Claudio Camilo Cisneros [C.C.C], interpretado por el mismo actor.
- Walter Canales (Carlos Cabrera), es un mecánico obeso que alquila el local de Kike, y está enamorado de Doris desde que ella le hizo un calendario.
- Renzo Romero (Ángelo Bertini), es un buen amigo de Richard que llega a vivir en el departamento dejado por Mauricio junto con él y Diego.
- Richard Parodi (Gabriel Calvo), se vuelve un personaje principal en esta temporada al quedar desempleado y haber cortado con Lucía, por lo que comienza a buscar trabajo junto con Renato.
- Diego Salinas (Daniel Neuman), el enamorado de Mariana, se vuelve también un personaje más recurrente; se muda con Renzo y Richard en un departamento de solteros.
- Los Federicos: Toño Chiclote, Elvis e Igor: Son unos pandilleros del barrio vecino de San Federico.
- Toño Chiclote (Germán Loero) es el líder de Los Federicos y junto a su banda se encargan de mojar a los del barrio de San Efraín en un viejo mototaxi. Más adelante, el trío adquiere un rol más mayor y Toño se enamora de Daniela, la ahijada de Eva.
- Manolo Núñez (Gustavo Bueno), se vuelve un personaje más recurrente que pasa de pretender a Carmen hasta tener una breve relación con ella.
- Mariana Roca (Connie Chaparro), en esta temporada, el personaje de Mariana es interpretado por Connie Chaparro, ya que Magdyel Ugaz abandona la serie para dedicarse a un nuevo proyecto televisivo.

A finales de la tercera temporada, algunos personajes como Carola, Memo y Kike regresan a participar en la serie. Durante la tercera temporada, el elenco principal se mantiene fijo, pero debido a los problemas de administración que presenta Panamericana Televisión en ese entonces, se detienen las grabaciones por un espacio de más de cuatro meses, lo que lleva a varios de los actores a abandonarla y buscar nuevos rumbos. El productor Efraín Aguilar, tuvo que darle un giro de 360° a la serie, ya que había quedado inconclusa de manera inesperada, y debido a la renuncia de la actriz Aurora Aranda, quién es la única que no graba el final de su personaje, lo que lo lleva a darle un final inesperado. 
Estos son los actores que salen de la trama de Mil oficios:
- Gabriel Calvo (Richard), su personaje termina yéndose a vivir a los Estados Unidos por una oferta laboral, al final deja a Cecilia y se muda para allá.
- Natalia Guerrero (Daniela), su personaje termina regresando a Trujillo, debido a que con el regreso de Carola, Eva y Milagros ya no le prestan atención y entiende que ya está de más en esa casa.
- El personaje de Carmen, al ver el engaño de Manolo, termina yéndose a vivir con su tía Blanca, pero nunca se llega a ver el rostro de ella en el final, debido a que la actriz viaja a Estados Unidos.

Para justificar todos estos cambios, el final de la tercera temporada de Mil oficios consiste en que debido a varios movimientos sísmicos, la quinta de San Efraín es declarada como un lugar no apto para vivir temporalmente, lo que lleva a los residentes a buscar otro lugar, mientras que varios personajes abandonan el barrio por diferentes motivos:
- Memo, tiene una fuerte discusión con su padre Renato, ya que no había demostrado haber madurado con el tiempo, por lo que decide irse de nuevo a Japón a seguir ganándose la vida y no ser un parásito.

- Doris, debido a su ruptura con J.F.C, se muda a vivir a Tahití.

- Eva, a pesar de que tiene planes de casamiento con Renato, se va a Trujillo porque la casa donde vive queda parcialmente destruida.

- Carola, gana sorpresivamente una beca en Harvard y se va a vivir a Estados Unidos.

- Walter, se enamora de una chica vendedora de chicharrones y se va a vivir con ella.

- Kike y Mariana regresan a vivir con Carmen y Doña Olga, ya que su casa queda inhabilitada también.

- Diego, persigue a Mariana, el gran amor de su vida, hasta la casa de su madre en provincia.

- Renzo, se muda también por los temblores y decide buscar un trabajo finalmente.

Los otros personajes, se quedan en la quinta y son llevados a casas prefabricadas por el tiempo que dura la reconstrucción de sus viviendas. En la escena final, Renato camina sobre la quinta destruida, reflexionando que no importa si se queda solo porque igual se quedará, ante lo cual Armando aparece y le menciona que él también se queda, con lo que Renato concluye con la frase: "Yo sigo pa' lante", frase que lo caracteriza dando a entender que él decide quedarse en Panamericana a continuar con Mil oficios.

### Temporada 4 (2004)
Durante la cuarta temporada, la dirección queda al mando de Adolfo Chuiman, quien con un grupo de guionistas, entre ellos, Paco Varela y Carlos Cabrera, deciden continuar con la serie creando nuevos personajes, pero estos tienen la difícil tarea de competir con varios de sus excompañeros y Efraín Aguilar en la serie Así es la vida. Asimismo, no tienen las antiguas locaciones del Amauta, lo que lleva a que solo una parte de la quinta sea construida y se tenga que hacer locaciones reducidas mostrando solo las partes principales.
Personajes que ingresan en la cuarta temporada de 1000 oficios:
- Teddy Guzmán - Lourdes Noriega
- Sergio Galliani
- Leito Monteverde
- Vanessa Carranza - Esther Noriega
- Liliana Mass
- Henry Gurmendi
- Clelia Francesconi - Charo
- László Kovács - Jorge Suárez
- Christian Ysla
- Emilram Cossío
- Joaquín Escobar - Willy Noriega
- Óscar Vega
- Cecilia Monserrate

## Finalización de la serie
Para fines de la tercera temporada, el productor Efraín Aguilar decide renunciar a la casa televisora por motivos económicos, además de que el canal pierde las antiguas locaciones donde se grababa la serie a consecuencia de la pelea por la administración. Se conversa con el elenco, Adolfo Chuiman decide quedarse en Panamericana a continuar con la serie y una pequeña parte del elenco se quedó con él mientras que la mayoría decidió irse con Aguilar a América Televisión para la creación de un nuevo proyecto (Así es la vida).
Debido a la mudanza, la serie no logró el éxito que había tenido en sus temporadas anteriores. Así mismo la producción decidió contar con la vasta experiencia del productor Guillermo Guille para poder salvar la serie en su cuarta y última temporada, quien empezó a darle orientación a la trama y evitar recursos que no entrarían al caso. Se decidió cambiar el horario a las 9:00 p. m. para evitar coincidir con la principal serie rival Así es la vida a las 8:00 p. m.,con lo que se consiguió un incremento de la audiencia logrando subir de los 3 puntos de índice de audiencia en el que habían caído hasta los 14 puntos. Se mantuvieron un tiempo con ese índice de audiencia decente pero la mala decisión de volver la serie a su horario habitual de las 8:00 p. m. con la confianza de que ahora si podrían competir con su principal rival, fue lo que terminó de sepultar a esta clásica serie que fue cancelada por los directivos del canal debido al bajo índice de audiencia. Debido a ello la serie no tuvo un final propiamente dicho.
Con todo ello, el programa jamás presentó un episodio que cerró con la historia de forma definitiva debido a su cancelación repentina por bajo ráting, aunque, poco tiempo después, Efraín Aguilar tuvo planeado junto con Adolfo Chuiman realizar un final a modo de "episodio especial" en el que tuvo intenciones de hacer volver a aparecer a gran parte de los actores que se retiraron del programa, muy a pesar de que él y los otros actores habían renunciado a Panamericana Televisión. El último episodio emitido (y que, de hecho, fue poco visto) consistió en que Renato Reyes decidió, tras una serie de eventos, lanzarse como candidato al Congreso de la República del Perú.
Tras la cancelación, los actores restantes que hasta ese momento aún estaban en la serie, se unieron a Efraín Aguilar para sus próximos proyectos televisivos.

## Reparto

### Principales
| Intérprete                  | Personaje           | Temporadas | Temporadas | Temporadas | Temporadas | Ref. |
| Intérprete                  | Personaje           | 1          | 2          | 3          | 4          | Ref. |
| --------------------------- | ------------------- | ---------- | ---------- | ---------- | ---------- | ---- |
| Adolfo Chuiman              | Renato Reyes        | Principal  | Principal  | Principal  | Principal  |      |
| Aurora Aranda               | Carmen Palacios     | Principal  | Principal  | Principal  |            |      |
| Fernando Farrés             | Don Simeón Reyes    | Principal  | Principal  | Principal  | Principal  |      |
| Irma Maury                  | Doña Olga Gómez     | Principal  | Principal  | Principal  |            |      |
| Mónica Torres               | Norma Reyes         | Principal  | Principal  | Recurrente |            |      |
| Lucho Cáceres               | Kike Palacios       | Principal  | Principal  | Recurrente |            |      |
| Mario León                  | Armando Torres      | Principal  | Principal  | Principal  | Principal  |      |
| Sandra Arana                | Giannina Olazo      | Principal  | Principal  | Recurrente |            |      |
| Giselle Collao              | Lucía Reyes         | Principal  | Principal  | Recurrente |            |      |
| Michael Finseth             | Memo Reyes          | Principal  | Principal  | Recurrente |            |      |
| Vanessa Jerí                | Carola Olazo        | Principal  | Principal  | Recurrente |            |      |
| César Ritter                | Lalo Chávez         | Principal  | Principal  | Recurrente |            |      |
| Renato Sebastiani           | Ivancito Roca       | Principal  | Principal  |            |            |      |
| Magdyel Ugaz                | Mariana Roca        | Principal  | Principal  |            |            |      |
| Willy Gutiérrez             | Julio Salazar       | Principal  | Principal  | Principal  |            |      |
| Lourdes Mindreau            | Cucha Reyes         | Principal  | Principal  | Principal  |            |      |
| Lourdes Mindreau            | Silvia Torres       | Principal  |            |            |            |      |
| Luis Trivelli               | Mario Roca          | Principal  | Principal  |            |            |      |
| Christian Thorsen           | Mauricio Rivera     | Recurrente | Principal  | Recurrente |            |      |
| Cecilia Rospigliosi         | Mafer               | Recurrente | Principal  | Recurrente |            |      |
| Enzo Viena                  | Pietro Rossi        |            | Principal  | Principal  |            |      |
| Ricardo Fernández           | Fidel Suárez        |            | Principal  | Principal  |            |      |
| Gabriel Calvo               | Richard Parodi      | Recurrente | Recurrente | Principal  |            |      |
| Laly Goyzueta               | Doris Beltrán       | Recurrente | Recurrente | Principal  |            |      |
| Olga Zumarán                | Eva Olazo           | Recurrente | Recurrente | Principal  |            |      |
| Mercy Bustos                | Rebeca Miranda      | Recurrente | Recurrente | Principal  |            |      |
| Carlos Cabrera              | Walter              |            |            | Principal  |            |      |
| Angelo Bertini              | Renzo Romero        |            |            | Principal  |            |      |
| Connie Chaparro             | Mariana Roca        |            |            | Principal  |            |      |
| Paola Enrico                |                     |            |            | Principal  |            |      |
| Natalia Guerrero            | Daniela             |            |            | Principal  |            |      |
| Germán Loero                | Toño Chiclote       |            | Recurrente | Principal  |            |      |
| Mariel Ocampo               | Milagros Febres     |            |            | Principal  |            |      |
| Daniel Neuman               | Diego Salinas       |            |            | Principal  |            |      |
| Alexander Pacheco           |                     |            |            | Principal  |            |      |
| Titi Plaza                  | Cecilia Reyes       |            |            | Principal  |            |      |
| Humberto Ponce              |                     |            |            | Principal  |            |      |
| Sergio Ponce                |                     |            |            | Principal  |            |      |
| Pedro Sánchez               | Cirilo Mandujano    | Recurrente | Recurrente | Principal  |            |      |
| Rodolfo Carrión "Felpudini" | Dr. Jaime Matallana | Recurrente | Recurrente | Recurrente | Principal  |      |
| Teddy Guzmán                | Lourdes Noriega     |            |            |            | Principal  |      |
| Vanessa Carranza            | Esther Noriega      |            |            |            | Principal  |      |
| László Kovács               | Rodrigo Montero     | Recurrente | Principal  |            |            |      |
| László Kovács               | Jorge Suárez        |            |            |            | Principal  |      |
| Clelia Francesconi          | Charo               |            |            |            | Principal  |      |
| Joaquín Escobar             | Willy Noriega       |            |            |            | Principal  |      |

### Recurrentes e invitados especiales
- Efraín Aguilar como Don Ovidio Chávez
- María Esther Rojas como Doña Elisa de Chávez
- Sonia Cerna como Alejandra Salazar
- William Bell-Taylor como Juan Carlos Rivera
- Raúl Paredes como Cachina
- Sandra Vergara como Pía Montero
- Gustavo Bueno como Manolo Núñez
- Malú Costa como Tatiana Núñez
- Leslie Stewart como Martina
- Paola Reátegui como Marita
- Aldo Gutiérrez como Paolo
- Anabella Flores como Ofelia
- Henry Gurmendi como Carlos
- Luis Adams como Don Amílcar Beltrán
- Pamela Ocampo como María Gracia Beltrán
- Pilar Secada como Angelita Pasco
- Estenio Vargas como Santiago Palacios
- Carlos Cano como Dr. Rafael del Campo
- Liliana Mass como Almudena
- Luis Meneses como Señor Sánchez
- Estela Redhead como Irma
- Luciana Blomberg como Milagritos
- Giancarlo Chichizola como Andrés
- Paco Varela como Juan Fernando Cisneros y como Claudio Camilo Cisneros
- Ana María Jordán como Elvira de la Romaña
- Ricardo Campos Manzanares como Javier
- Mariano Sábato como Pantera
- Susan León como Grimanesa
- Leito Monteverde
- Óscar Vega
- Cecilia Monserrate
- David Almandoz
- Carlos Solano
- Joaquín de Orbegoso
- Daniela Sarfati
- Marisela Puicón
- Marcelo Oxenford
- Jesús Delaveaux
- Luis Ángel Pinasco
- Sergio Galliani
- Emilram Cossío
- Christian Ysla

## Personajes
Estos son los primeros personajes principales de la serie, con el pasar de las temporadas se van incorporando más actores al elenco principal.
- Renato Reyes (Adolfo Chuiman). Personaje protagónico. Es un exempresario que, tras ser despedido, trabaja como 1000 Oficios. Es carismático y laborioso, pero a veces es nervioso y detesta que le tomen el pelo o que sientan pena de él.
- Guillermo «Memo» Reyes (Michael Finseth). Hijo mayor de Renato. Es muy inmaduro y relajado, suele meterse en problemas por su idiotez y torpeza, pero también es perseverante y no se rinde fácilmente.
- Lucía Reyes (Giselle Collao). Hija menor de Renato. Es más responsable y centrada que su hermano mayor, pero también es más engreída y soberbia. No aprueba que su padre se enamore de otra mujer.
- Norma Reyes (Mónica Torres). Hermana menor de Renato. Es una mujer alegre, golosa y romántica, pero es muy insegura debido a su gordura, la cual atribuye a un problema glandular. Se casa con Mauricio, quien la llama "Bombobombo".
- Don Simeón Reyes del Campo (Fernando Farrés). Padre de Renato y Norma. Es un anciano charlatán, enamoradizo y con problemas de memoria. Añora los tiempos pasados y quiere a su familia, aunque ellos usualmente lo ignoren. No se lleva bien con Doña Olga.
- Carmen Palacios Gómez (Aurora Aranda). Personaje protagónico. Es la vecina enamorada de Renato, hecho que muchas veces oculta y niega. Es una mujer liberal y alegre, excepto cuando la sacan de quicio, sobre todo su madre Doña Olga.
- Doña Olga Gómez de Palacios (Irma Maury). Madre de Carmen y Kike. Dueña de una bodega. Es una anciana gruñona, conservadora y apegada a la religión, aunque a veces es cariñosa. No se lleva bien con Don Simeón, ni los Reyes.
- Enrique «Kike» Palacios Gómez (Lucho Cáceres). Mecánico. Hermano de Carmen y mejor amigo de Renato, quien lo llama "Malogrado". Es un "Don Juan": mujeriego, altanero y algo machista, aunque a veces es intimidado y sometido, sobre todo por Doris.
- Mariana Roca Palacios (Magdyel Ugaz / Connie Chaparro). Hija de Carmen y mejor amiga de Lucía. Es más tranquila e insegura que su amiga y se centra mucho en sus estudios. Está enamorada de Memo y, al igual que su madre, no se atreve a declararse.
- Armando Torres (Mario León). Estilista. Mejor amigo de Norma. Es un homosexual alegre y bonachón, pero es muy chismoso y escandaloso, sobre todo al reírse, razón por la que casi todos lo miran mal.
- Eduardo «Lalo» Chávez (César Ritter). Mejor amigo de Memo. Es un chico tímido, sumiso y torpe, aunque es un excelente dibujante y poeta. Al principio está enamorado de Lucía, pero luego se hace pareja de Carola. Su frase con Memo es "pa la yentis".
- Carola Olazo (Vanessa Jerí). Hermana menor de Giannina y enamorada de Lalo. Es una chica romántica, pero también mandona e imponente. Es muy despistada y confunde términos. Lalo le dice "Huequi" de cariño.
- Giannina Olazo (Sandra Arana). Hermana mayor de Carola. A diferencia de su hermana, ella es más astuta, fría y vanidosa, y es malvada. Dice ser más joven de lo que aparenta.
- Dr. Jaime Matallana (Rodolfo Carrión "Felpudini"). Dueño de la farmacia "Matta". Es un señor alegre y enamoradizo. Se interesó en Gianinna, pero más adelante se casa con otra mujer.

Los siguientes personajes son incorporados al elenco en el transcurso de las temporadas.
- María Eugenia «Cucha» de Reyes (Lourdes Mindreau). Fallecida esposa de Renato. Con frecuencia él sueña despierto con ella y le conversa.
- Julio Salazar (Willy Gutiérrez). Exjefe y amigo de Renato. Al principio, rivaliza con su exempleado, pero luego se hacen amigos. Es un tanto nervioso y pesimista. No se lleva muy bien con su esposa.
- Alejandra Salazar (Sonia Cerna). Exenamorada de Memo. Hija de Julio. Está muy enamorada de Memo desde que lo conoció en una fiesta, pero él la rechaza por considerarla fea.
- Mario Roca (Luis Trivelli). Exesposo de Carmen. Abandonó a su familia hace seis años supuestamente para buscar trabajo. Es muy relajado y conchudo, suele pensar en comer. Desaparece luego de la llegada de Irma.
- Iván «Ivancito» Roca Palacios (Renato Sebastiani). Hijo adoptado de Los Palacios. Es un niño de 9 años muy interesado en los temas de adultos, además de ser bromista. En la segunda temporada, se va al extranjero con su verdadera madre.
- Milagritos (Luciana Blomberg). Es una niña del barrio obsesionada con Ivancito solo apareció en 2 episodios de la primera temporada y 2 episodios de la segunda temporada.
- Doris Beltrán «La Innombrable» (Laly Goyzueta). Exesposa de Kike. Es una mujer loca y obsesionada con Kike, pero después cambia de actitud con él para que sea mejor recibida por su familia. Aunque se casa con él, luego se separan.
- Paolo (Aldo Gutiérrez). Exenamorado de Lucía. Es un joven impulsivo y en realidad, pese a estar con Lucía, la engaña con otra chica. Tras descubrirse la infidelidad, es expulsado por los Reyes.
- Santiago Palacios (Estenio Vargas). Exesposo de Doña Olga. Abandonó a su familia hace veinte años por una mujer joven, motivo por el cual es repudiado por su familia, sobre todo por Doña Olga. Es amigo de Don Simeón.
- Mauricio Rivera (Christian Thorsen). Empresario. Está enamorado de Norma, con quien al final se casa. Es detallista y muy tolerante. Se hace buen amigo de Kike. Norma lo llama "Caramelito", y Memo lo llama tío o vecino.
- Juan Carlos Rivera (William Bell-Taylor). Primo de Mauricio. Exenamorado de Lucía. También trabaja en publicidad. Comenzó siendo pareja de Gianinna, pero se dispuso a conquistar a Lucía. Sin embargo, ambos terminan ya que él la engañaba con su secretaria.
- Andrés (Giancarlo Chichizola). Exenamorado de Mariana. Es un joven profesor de música que da clases en el colegio de Iván. Tuvo una relación amorosa con Mariana, pero se alejó de ella tras provocarle un accidente de tránsito que la dejó herida.
- Eva Olazo (Olga Zumarán). Madre de Giannina y Carola. Exenamorada de Renato. Una mujer atractiva y dominante, tuvo un largo historial de novios, así como sus hijas. Estuvo enamorada de Renato, pero ya que él no aceptó casarse, terminó dejándolo.
- Cirilo Mandujano (Pedro Sánchez). Exladrón del barrio y amigo de Lalo. Estuvo preso por homicidio. Al salir se intenta reincorporar, pero varias veces es llamado por favores que involucren robar (o aparentar un robo). Reaparece en Al fondo hay sitio.
- Angelita Pasco (Pilar Secada). Sobrina de Doña Olga. Una mujer tímida y hogareña, es traída por Doña Olga para enamorar a Renato, pero es rechazada por todos por su fealdad y comportamiento "raro". Tras no estar con Renato, regresa a su pueblo.
- Dr. Rafael del Prado (Carlos Cano de la Fuente). Médico cirujano. Exenamorado de Carmen. Un doctor atento y detallista con Carmen y su familia, es alabado por Doña Olga. Pese a ello, Carmen no acepta su propuesta de matrimonio.
- María Fernanda «Mafer» (Cecilia Rospigliosi). Exenamorada de Memo. Una joven de familia adinerada, es despreocupada, pero también generosa. Se hace pareja de Memo, en contra de lo que opinan su madre y sus amigos. Memo la llama "Wafer".
- Marita (Paola Reátegui). Asistenta del Dr. Matallana. Aunque parezca tranquila, estuvo enamorada de Kike e incluso salía a clubs o bares con tal de llegar a él. Es amiga de Lucía.
- Ofelia (Anabella Flores). Exenamorada de Don Simeón. Es una antigua amiga del patriarca de los Reyes. A pesar de que él la quería e incluso casi se muda a su casa, terminan cortando su relación ya que era un tanto posesiva.
- Pía Montero (Sandra Vergara). Mejor amiga de Mafer. Es más creída que ella y no le agrada Memo. Sin embargo, más adelante hace un acuerdo con él para no perder su amistad con Mafer.
- Rodrigo Montero (László Kovács). Hermano de Pía. Exenamorado de Mafer. Intentó llegar a ella por medio de un plan para que termine con Memo y luego llegó a atraerse con Mariana, pero tras descubrirse el engaño a Memo, se gana el repudio del barrio.
- María Gracia Beltrán (Pamela Ocampo). Hermana de Doris. Amiga de Rodrigo. Es un tanto manipuladora y considera a Memo un idiota. Fue parte del fallido plan de Rodrigo para conquistar a Mafer.
- Diego Salinas «El Chato» (Daniel Neuman). Enamorado de Mariana. La conoció en una cabina y se hicieron pareja. Es un tanto celoso y preocupado. Memo y Lalo suelen burlarse de él por su estatura.
- Fidel Suárez (Ricardo Fernández). Pretendiente de Doña Olga. Es un anciano romántico que intenta llegar a Doña Olga, sin mucho éxito. Es amigo de Don Simeón.
- Manolo Núñez (Gustavo Bueno). Conocido "Don Juan". Es el mentor de Kike y quien le enseñó sus técnicas de conquista. Fue pareja de Carmen y durante la serie se enamora de Gianinna.
- Rebeca «La Chola» Miranda (Mercy Bustos). Mejor amiga de Carmen. Es una mujer fiestera y alocada. Fue la causante de que Renato y Carmen se distancien luego de que ella intentara insinuarse al primero.
- Tatiana Núñez (Malú Costa). Hija de Manolo. Exenamorada de Mauricio. Es una mujer de negocios que se enamora de Mauricio. A veces es dulce, sobre todo con él, pero otras veces es muy irritable. No se lleva bien con su padre.
- Richard Parodi (Gabriel Calvo). Mánager publicitario. Exenamorado de Lucía y Cecilia. Es quien le consigue los castings de comerciales a Gianinna. Debido a su trabajo, conoce y contacta a muchas mujeres.
- Irma (Estela Redhead). Madre biológica de Iván. Expareja de Mario. Se fue a trabajar al extranjero para ganar más dinero para su hijo, pero los Palacios creen que ella lo abandonó. Ella logra hacerlos entender que sí lo quiere y se va con Iván al extranjero.
- Martina (Leslie Stewart). Es una chica hippie muy relajada y fresca. Era oyente del programa de radio de Renato y parece estar interesada en él. Se hace amiga de Diego.
- Don Amílcar Beltrán (Luis Adams). Padre de Doris. Un señor viudo de clase alta dueño de numerosas propiedades internacionales.
- Pietro Rossi (Enzo Viena). Padre de Mauricio. Dueño de una pizzería. Mauricio no lo recibe bien por haber estado ausente en su vida. Tras la boda y partida de su hijo, se queda en el barrio y abre su pizzería allá.
- Renzo Romero (Ángelo Bertini). Amigo de Richard y Diego. Se va a vivir en el antiguo departamento de Mauricio.
- Cecilia Reyes (Titi Plaza). Sobrina de Renato.
- Milagros Febres (Mariel Ocampo). Chica modelo del barrio.
- Daniela (Natalia Guerrero). Ahijada de Eva.
- Juan Fernando Cisneros «J.F.C.» (Paco Varela). Empresario. Exenamorado de Doris.
- Walter (Carlos Cabrera). Mecánico que reemplaza a Kike. Posteriormente trabaja con él un tiempo.
- Carlos «Pericles» (Henry Gurmendi). Amigo de Renzo.
- Javier (Ricardo Campos Manzanares). Pretendiente de Lucía y amigo de Almudena
- Antonio «Toño» Chiclote (Germán Loero). Expandillero del barrio. Exenamorado de Daniela.
- Almudena (Liliana Mass). Chica modelo del barrio.
- Charo (Clelia Francesconi). Mejor amiga de Almudena.
- El Pantera (Mariano Sábato). Estríper del barrio.
- Cachina (Raúl Paredes). Recurrente del barrio. Suele llevar diferentes productos como cajas, ruedas, entre otros. Reaparece en Así es la vida y Al fondo hay sitio.
- Doña Elisa de Chávez (María Esther Rojas). Madre de Lalo. Es sumamente estricta y conservadora, constantemente lo castiga físicamente o dejándolo sin salir de su habitación. No le agrada Carola. Nunca se le llega a ver el rostro.
- Don Ovidio Chávez (Efraín Aguilar). Padre de Lalo. Trabaja en provincia. Aunque también es recto y amenaza a Lalo con la correa, casi siempre lo termina felicitando por sus actos "varoniles", además de que sí aprueba a Carola. Tampoco se le ve el rostro.
- Elvira de la Romaña (Ana María Jordán). Dueña de la empresa y jefa de Mauricio al cual para acosando.
- Señor Sanchez (Luis Meneses). Es el gerente del banco BBVA y jefe de Lucia.

## Temporadas
| Temporada | Temporada | Episodios | Episodios | Emisión original    | Emisión original        |
| Temporada | Temporada | Episodios | Episodios | Primera emisión     | Última emisión          |
| --------- | --------- | --------- | --------- | ------------------- | ----------------------- |
|           | 1         | 141       | 141       | 11 de junio de 2001 | 28 de diciembre de 2001 |
|           | 2         | 249       | 249       | 3 de enero de 2002  | 27 de diciembre de 2002 |
|           | 3         | —         | —         | 27 de enero de 2003 | 29 de diciembre de 2003 |
|           | 4         | —         | —         | 26 de enero de 2004 | 2 de julio de 2004      |

## Legado en otras series

### De vuelta al barrio

#### Elenco
| Intérprete       |
| ---------------- |
| Adolfo Chuiman   |
| Lucho Cáceres    |
| Mónica Torres    |
| Magdyel Ugaz     |
| László Kovács    |
| Pedro Sánchez    |
| Ana María Jordán |
| Teddy Guzmán     |
| César Ritter     |
| Luciana Blomberg |

#### Cameos
| Intérprete         |
| ------------------ |
| Luis Ángel Pinasco |
| Marcelo Oxenford   |
| Vanessa Jeri       |

### Al fondo hay sitio

#### Elenco
| Intérprete        |
| ----------------- |
| Adolfo Chuiman    |
| Irma Maury        |
| Sergio Galliani   |
| Christian Thorsen |
| Joaquín Escobar   |
| László Kovács     |
| Magdyel Ugaz      |
| Mónica Torres     |
| César Ritter      |
| Aurora Aranda     |
| Ana María Jordán  |

#### Cameos
| Intérprete       |
| ---------------- |
| Olga Zumarán     |
| Jesús Delaveaux  |
| Malú Costa       |
| Luciana Blomberg |
| Marisela Puicón  |
| Susan León       |

### Así es la vida

#### Elenco
| Intérprete                  |
| --------------------------- |
| Gustavo Bueno               |
| Olga Zumarán                |
| César Ritter                |
| Vanessa Jerí                |
| Luis Ángel "Rulito" Pinasco |
| Adolfo Chuiman              |
| Jesús Delaveaux             |
| David Almandoz              |
| Mónica Torres               |
| Magdyel Ugaz                |
| Carlos Solano               |
| Daniel Neuman               |
| Daniela Sarfati             |
| László Kovács               |
| Paola Enrico                |
| Joaquín de Orbegoso         |

#### Cameos
| Actor/Actriz    |
| --------------- |
| Sergio Galliani |
| Malú Costa      |